# Manot, Charente

Manot este o comună în departamentul Charente, Franța. În 2009 avea o populație de 591 de locuitori.